# Circoncisione di Cristo (Giovanni Bellini)
Circoncisione di Cristo è un dipinto della bottega di Giovanni Bellini. Eseguito nel 1500 circa, è conservato nella National Gallery di Londra.

## Descrizione
La circoncisione di Cristo era un soggetto molto comune nella pittura veneta del XVI e del XVII secolo. L'opera è firmata dal maestro, in un cartiglio in basso in primo piano, ma attribuita alla bottega. Questa composizione fu spesso usata come modello da altri pittori successivi.